# Villers-Sire-Nicole
Villers-Sire-Nicole – miejscowość i gmina we Francji, w regionie Hauts-de-France, w departamencie Nord.
Według danych na rok 1990 gminę zamieszkiwały 1024 osoby, a gęstość zaludnienia wynosiła 121 osób/km² (wśród 1549 gmin regionu Nord-Pas-de-Calais Villers-Sire-Nicole plasuje się na 552. miejscu pod względem liczby ludności, natomiast pod względem powierzchni na miejscu 419.).